# Desa Cipondoh
Desa Cipondoh är en administrativ by i Indonesien.   Den ligger i provinsen Jawa Barat, i den västra delen av landet, 70 km öster om huvudstaden Jakarta. Desa Cipondoh ligger vid sjön Situ Kidewong.